# 5e étape du Tour de France 2017
Pour un article plus général, voir Tour de France 2017.
La 5e étape du Tour de France 2017 se déroule le mercredi 5 juillet 2017 entre Vittel et La Planche des Belles Filles, sur une distance de 160,5 kilomètres. Première étape de montagne de ce Tour, elle est remportée par Fabio Aru, de l'équipe Astana, qui a attaqué seul dans le final. Troisième de l'étape, Christopher Froome (Sky) revêt le maillot jaune.

## Parcours
La cinquième étape est la première étape de montagne de ce Tour de France 2017. Elle part de Vittel et arrive à La Planche des Belles Filles, après un parcours de 160,5 kilomètres. Bien qu'il s'agisse d'une arrivée en altitude, les points comptant pour le classement du grimpeur ne sont pas doublés.

## Déroulement de la course
Une échappée de huit coureurs (Thomas Voeckler, Philippe Gilbert, Jan Bakelants, Dylan van Baarle, Pierre-Luc Périchon, Edvald Boasson Hagen, Mickaël Delage et Thomas De Gendt) se forme dès le départ. Les Sky leur laissent un peu de distance, puis les BMC viennent à l'avant pour maintenir l'écart à moins de 3 min 30. Delage et De Gendt sont repris par le peloton après le sprint intermédiaire. Les Belges Gilbert et Bakelants font le début de la dernière montée finale en tête mais ils n'ont qu'une avance de moins d'une minute sur le peloton et se font rattraper. À 2 400 m de l'arrivée, l'Italien Fabio Aru (Astana) sort seul, et personne ne peut le rattraper. Il gagne l'étape devant l'Irlandais Dan Martin (Quick-Step Floors), à 16 secondes, et le Britannique Christopher Froome (Sky), à 20 secondes. Parmi les favoris, Richie Porte termine dans le même temps que Froome. Décramponné dans les derniers mètres d'ascension, Romain Bardet cède deux secondes. Nairo Quintana, neuvième de l'étape, arrive 34 secondes après Aru, 14 secondes après Froome.
Froome passe devant son coéquipier Geraint Thomas au classement général et endosse le maillot jaune. Aru est troisième, à 14 secondes.
Avec cette victoire, Fabio Aru compte désormais des étapes sur les trois grands tours à son palmarès et apparaît comme un concurrent sérieux pour le classement général,,. Il revêt le maillot à pois.
La première place du classement du meilleur jeune est désormais occupée par Simon Yates, sixième de l'étape et du classement général. Arnaud Démare garde le maillot vert.

## Résultats

### Classement de l'étape
| \| Classement de l'étape \| Classement de l'étape \| Classement de l'étape \| Classement de l'étape \| Classement de l'étape \| \| Coureur \| Coureur \| Pays \| Équipe \| Temps \| \| --------------------- \| --------------------- \| --------------------- \| --------------------- \| --------------------- \| \| 1er \| Fabio Aru \| Italie \| Astana \| 3 h 44 min 06 s \| \| 2e \| Dan Martin \| Irlande \| Quick-Step Floors \| + 16 s \| \| 3e \| Christopher Froome \| Royaume-Uni \| Team Sky \| + 20 s \| \| 4e \| Richie Porte \| Australie \| BMC Racing Team \| + 20 s \| \| 5e \| Romain Bardet \| France \| AG2R La Mondiale \| + 24 s \| \| 6e \| Simon Yates \| Royaume-Uni \| Orica-Scott \| + 26 s \| \| 7e \| Rigoberto Urán \| Colombie \| Cannondale-Drapac \| + 26 s \| \| 8e \| Alberto Contador \| Espagne \| Trek-Segafredo \| + 26 s \| \| 9e \| Nairo Quintana \| Colombie \| Movistar Team \| + 34 s \| \| 10e \| Geraint Thomas \| Royaume-Uni \| Team Sky \| + 40 s \| |                    |             |                   |                 |
| |                    |             |                   |                 |
| Source : ProCyclingStats |                    |             |                   |                 |
| Classement de l'étape |                    |             |                   |                 |
| Coureur | Coureur            | Pays        | Équipe            | Temps           |
| 1er | Fabio Aru          | Italie      | Astana            | 3 h 44 min 06 s |
| 2e | Dan Martin         | Irlande     | Quick-Step Floors | + 16 s          |
| 3e | Christopher Froome | Royaume-Uni | Team Sky          | + 20 s          |
| 4e | Richie Porte       | Australie   | BMC Racing Team   | + 20 s          |
| 5e | Romain Bardet      | France      | AG2R La Mondiale  | + 24 s          |
| 6e | Simon Yates        | Royaume-Uni | Orica-Scott       | + 26 s          |
| 7e | Rigoberto Urán     | Colombie    | Cannondale-Drapac | + 26 s          |
| 8e | Alberto Contador   | Espagne     | Trek-Segafredo    | + 26 s          |
| 9e | Nairo Quintana     | Colombie    | Movistar Team     | + 34 s          |
| 10e | Geraint Thomas     | Royaume-Uni | Team Sky          | + 40 s          |

### Points attribués
| Sprint intermédiaire - Faucogney-et-la-Mer (km 102,5) | Sprint intermédiaire - Faucogney-et-la-Mer (km 102,5) | Sprint intermédiaire - Faucogney-et-la-Mer (km 102,5) | Sprint intermédiaire - Faucogney-et-la-Mer (km 102,5) | Sprint intermédiaire - Faucogney-et-la-Mer (km 102,5) |
| ----------------------------------------------------- | ----------------------------------------------------- | ----------------------------------------------------- | ----------------------------------------------------- | ----------------------------------------------------- |
|                                                       | Coureur                                               | Pays                                                  | Équipe                                                | Point(s)                                              |
| 1er                                                   | Edvald Boasson Hagen                                  | Norvège                                               | Dimension Data                                        | 20                                                    |
| 2e                                                    | Philippe Gilbert                                      | Belgique                                              | Quick-Step Floors                                     | 17                                                    |
| 3e                                                    | Thomas De Gendt                                       | Belgique                                              | Lotto-Soudal                                          | 15                                                    |
| 4e                                                    | Mickaël Delage                                        | France                                                | FDJ                                                   | 13                                                    |
| 5e                                                    | Jan Bakelants                                         | Belgique                                              | AG2R La Mondiale                                      | 11                                                    |
| 6e                                                    | Pierre-Luc Périchon                                   | France                                                | Fortuneo-Oscaro                                       | 10                                                    |
| 7e                                                    | Dylan van Baarle                                      | Pays-Bas                                              | Cannondale-Drapac                                     | 9                                                     |
| 8e                                                    | Thomas Voeckler                                       | France                                                | Direct Énergie                                        | 8                                                     |
| 9e                                                    | Michael Matthews                                      | Australie                                             | Sunweb                                                | 7                                                     |
| 10e                                                   | Marcel Kittel                                         | Allemagne                                             | Quick-Step Floors                                     | 6                                                     |
| 11e                                                   | Alexander Kristoff                                    | Norvège                                               | Katusha-Alpecin                                       | 5                                                     |
| 12e                                                   | Rick Zabel                                            | Allemagne                                             | Katusha-Alpecin                                       | 4                                                     |
| 13e                                                   | Arnaud Démare                                         | France                                                | FDJ                                                   | 3                                                     |
| 14e                                                   | Sonny Colbrelli                                       | Italie                                                | Bahrain-Merida                                        | 2                                                     |
| 15e                                                   | Jos van Emden                                         | Pays-Bas                                              | Lotto NL-Jumbo                                        | 1                                                     |
| modifier                                              |                                                       |                                                       |                                                       |                                                       |

| Arrivée d'étape - La Planche des Belles Filles (km 160,5) | Arrivée d'étape - La Planche des Belles Filles (km 160,5) | Arrivée d'étape - La Planche des Belles Filles (km 160,5) | Arrivée d'étape - La Planche des Belles Filles (km 160,5) | Arrivée d'étape - La Planche des Belles Filles (km 160,5) |
| --------------------------------------------------------- | --------------------------------------------------------- | --------------------------------------------------------- | --------------------------------------------------------- | --------------------------------------------------------- |
|                                                           | Coureur                                                   | Pays                                                      | Équipe                                                    | Point(s)                                                  |
| 1er                                                       | Fabio Aru                                                 | Italie                                                    | Astana                                                    | 30                                                        |
| 2e                                                        | Dan Martin                                                | Irlande                                                   | Quick-Step Floors                                         | 25                                                        |
| 3e                                                        | Christopher Froome                                        | Royaume-Uni                                               | Sky                                                       | 22                                                        |
| 4e                                                        | Richie Porte                                              | Australie                                                 | BMC Racing                                                | 19                                                        |
| 5e                                                        | Romain Bardet                                             | France                                                    | AG2R La Mondiale                                          | 17                                                        |
| 6e                                                        | Simon Yates                                               | Royaume-Uni                                               | Orica-Scott                                               | 15                                                        |
| 7e                                                        | Rigoberto Urán                                            | Colombie                                                  | Cannondale-Drapac                                         | 13                                                        |
| 8e                                                        | Alberto Contador                                          | Espagne                                                   | Trek-Segafredo                                            | 11                                                        |
| 9e                                                        | Nairo Quintana                                            | Colombie                                                  | Movistar                                                  | 9                                                         |
| 10e                                                       | Geraint Thomas                                            | Royaume-Uni                                               | Sky                                                       | 7                                                         |
| 11e                                                       | Louis Meintjes                                            | Afrique du Sud                                            | UAE Emirates                                              | 6                                                         |
| 12e                                                       | Rafał Majka                                               | Pologne                                                   | Bora-Hansgrohe                                            | 5                                                         |
| 13e                                                       | Nicolas Roche                                             | Irlande                                                   | BMC Racing                                                | 4                                                         |
| 14e                                                       | George Bennett                                            | Nouvelle-Zélande                                          | Lotto NL-Jumbo                                            | 3                                                         |
| 15e                                                       | Mikel Landa                                               | Espagne                                                   | Sky                                                       | 2                                                         |
| modifier                                                  |                                                           |                                                           |                                                           |                                                           |

|   | Coureur            | Pays        | Équipe            | Secondes |
| - | ------------------ | ----------- | ----------------- | -------- |
| 1 | Fabio Aru          | Italie      | Astana            | 10 s     |
| 2 | Dan Martin         | Irlande     | Quick-Step Floors | 6 s      |
| 3 | Christopher Froome | Royaume-Uni | Sky               | 4 s      |

### Cols et côtes
| Côte d'Esmoulières (km 107,5) 3e catégorie (2,3 km à 8%) | Côte d'Esmoulières (km 107,5) 3e catégorie (2,3 km à 8%) | Côte d'Esmoulières (km 107,5) 3e catégorie (2,3 km à 8%) | Côte d'Esmoulières (km 107,5) 3e catégorie (2,3 km à 8%) | Côte d'Esmoulières (km 107,5) 3e catégorie (2,3 km à 8%) |
| -------------------------------------------------------- | -------------------------------------------------------- | -------------------------------------------------------- | -------------------------------------------------------- | -------------------------------------------------------- |
|                                                          | Coureur                                                  | Pays                                                     | Équipe                                                   | Point(s)                                                 |
| 1er                                                      | Jan Bakelants                                            | Belgique                                                 | AG2R La Mondiale                                         | 2                                                        |
| 2e                                                       | Pierre-Luc Périchon                                      | France                                                   | Fortuneo-Oscaro                                          | 1                                                        |
| modifier                                                 |                                                          |                                                          |                                                          |                                                          |

| La Planche des Belles Filles (km 160,5) 1re catégorie (5,9 km à 8,5%) | La Planche des Belles Filles (km 160,5) 1re catégorie (5,9 km à 8,5%) | La Planche des Belles Filles (km 160,5) 1re catégorie (5,9 km à 8,5%) | La Planche des Belles Filles (km 160,5) 1re catégorie (5,9 km à 8,5%) | La Planche des Belles Filles (km 160,5) 1re catégorie (5,9 km à 8,5%) |
| --------------------------------------------------------------------- | --------------------------------------------------------------------- | --------------------------------------------------------------------- | --------------------------------------------------------------------- | --------------------------------------------------------------------- |
|                                                                       | Coureur                                                               | Pays                                                                  | Équipe                                                                | Point(s)                                                              |
| 1er                                                                   | Fabio Aru                                                             | Italie                                                                | Astana                                                                | 10                                                                    |
| 2e                                                                    | Dan Martin                                                            | Irlande                                                               | Quick-Step Floors                                                     | 8                                                                     |
| 3e                                                                    | Christopher Froome                                                    | Royaume-Uni                                                           | Sky                                                                   | 6                                                                     |
| 4e                                                                    | Richie Porte                                                          | Australie                                                             | BMC Racing                                                            | 4                                                                     |
| 5e                                                                    | Romain Bardet                                                         | France                                                                | AG2R La Mondiale                                                      | 2                                                                     |
| 6e                                                                    | Simon Yates                                                           | Royaume-Uni                                                           | Orica-Scott                                                           | 1                                                                     |
| modifier                                                              |                                                                       |                                                                       |                                                                       |                                                                       |

## Classements à l'issue de l'étape

### Classement général
| \| Classement général \| Classement général \| Classement général \| Classement général \| Classement général \| \| Coureur \| Coureur \| Pays \| Équipe \| Temps \| \| ------------------ \| ------------------ \| ------------------ \| ------------------ \| ------------------ \| \| 1er \| Christopher Froome \| Royaume-Uni \| Team Sky \| 18 h 38 min 59 s \| \| 2e \| Geraint Thomas \| Royaume-Uni \| Team Sky \| + 12 s \| \| 3e \| Fabio Aru \| Italie \| Astana \| + 14 s \| \| 4e \| Dan Martin \| Irlande \| Quick-Step Floors \| + 25 s \| \| 5e \| Richie Porte \| Australie \| BMC Racing Team \| + 39 s \| \| 6e \| Simon Yates \| Royaume-Uni \| Orica-Scott \| + 43 s \| \| 7e \| Romain Bardet \| France \| AG2R La Mondiale \| + 47 s \| \| 8e \| Alberto Contador \| Espagne \| Trek-Segafredo \| + 52 s \| \| 9e \| Nairo Quintana \| Colombie \| Movistar Team \| + 54 s \| \| 10e \| Rafał Majka \| Pologne \| Bora-Hansgrohe \| + 1 min 01 s \| |                    |             |                   |                  |
| |                    |             |                   |                  |
| Source : ProCyclingStats |                    |             |                   |                  |
| Classement général |                    |             |                   |                  |
| Coureur | Coureur            | Pays        | Équipe            | Temps            |
| 1er | Christopher Froome | Royaume-Uni | Team Sky          | 18 h 38 min 59 s |
| 2e | Geraint Thomas     | Royaume-Uni | Team Sky          | + 12 s           |
| 3e | Fabio Aru          | Italie      | Astana            | + 14 s           |
| 4e | Dan Martin         | Irlande     | Quick-Step Floors | + 25 s           |
| 5e | Richie Porte       | Australie   | BMC Racing Team   | + 39 s           |
| 6e | Simon Yates        | Royaume-Uni | Orica-Scott       | + 43 s           |
| 7e | Romain Bardet      | France      | AG2R La Mondiale  | + 47 s           |
| 8e | Alberto Contador   | Espagne     | Trek-Segafredo    | + 52 s           |
| 9e | Nairo Quintana     | Colombie    | Movistar Team     | + 54 s           |
| 10e | Rafał Majka        | Pologne     | Bora-Hansgrohe    | + 1 min 01 s     |

### Classement par points
| Classement par points | Classement par points | Classement par points | Classement par points | Classement par points |
| Coureur               | Coureur               | Pays                  | Équipe                | Points                |
| --------------------- | --------------------- | --------------------- | --------------------- | --------------------- |
| 1er                   | Arnaud Démare         | France                | FDJ                   | 127 pts               |
| 2e                    | Marcel Kittel         | Allemagne             | Quick-Step Floors     | 87 pts                |
| 3e                    | Michael Matthews      | Australie             | Team Sunweb           | 73 pts                |
| 4e                    | André Greipel         | Allemagne             | Lotto-Soudal          | 63 pts                |
| 5e                    | Alexander Kristoff    | Norvège               | Katusha-Alpecin       | 48 pts                |
| 6e                    | Dan Martin            | Irlande               | Quick-Step Floors     | 47 pts                |
| 7e                    | Christopher Froome    | Royaume-Uni           | Team Sky              | 41 pts                |
| 8e                    | Sonny Colbrelli       | Italie                | Bahrain-Merida        | 40 pts                |
| 9e                    | Geraint Thomas        | Royaume-Uni           | Team Sky              | 38 pts                |
| 10e                   | Edvald Boasson Hagen  | Norvège               | Dimension Data        | 32 pts                |

### Classement du meilleur jeune
| Classement général du meilleur jeune | Classement général du meilleur jeune | Classement général du meilleur jeune | Classement général du meilleur jeune | Classement général du meilleur jeune |
|                                      | Coureur                              | Pays                                 | Équipe                               | Temps                                |
| ------------------------------------ | ------------------------------------ | ------------------------------------ | ------------------------------------ | ------------------------------------ |
| 1er                                  | Simon Yates                          | Royaume-Uni                          | Orica-Scott                          | en 18 h 39 min 42 s                  |
| 2e                                   | Pierre Latour                        | France                               | AG2R La Mondiale                     | + 24 s                               |
| 3e                                   | Louis Meintjes                       | Afrique du Sud                       | UAE Team Emirates                    | + 41 s                               |
| 4e                                   | Emanuel Buchmann                     | Allemagne                            | Bora-Hansgrohe                       | + 46 s                               |
| 5e                                   | Guillaume Martin                     | France                               | Wanty-Groupe Gobert                  | + 1 min 44 s                         |
| 6e                                   | Tiesj Benoot                         | Belgique                             | Lotto-Soudal                         | + 1 min 47 s                         |
| 7e                                   | Lilian Calmejane                     | France                               | Direct Énergie                       | + 3 min 41 s                         |
| 8e                                   | Alexey Lutsenko                      | Kazakhstan                           | Astana                               | + 4 min 59 s                         |
| 9e                                   | Elie Gesbert                         | France                               | Fortuneo-Oscaro                      | + 5 min 3 s                          |
| 10e                                  | Jay McCarthy                         | Australie                            | Bora-Hansgrohe                       | + 7 min 22 s                         |
| modifier                             |                                      |                                      |                                      |                                      |

### Classement du meilleur grimpeur
| Classement du meilleur grimpeur | Classement du meilleur grimpeur | Classement du meilleur grimpeur | Classement du meilleur grimpeur | Classement du meilleur grimpeur |
| ------------------------------- | ------------------------------- | ------------------------------- | ------------------------------- | ------------------------------- |
|                                 | Coureur                         | Pays                            | Équipe                          | Point(s)                        |
| 1er                             | Fabio Aru                       | Italie                          | Astana                          | 10 points                       |
| 2e                              | Dan Martin                      | Irlande                         | Quick-Step Floors               | 8 pts                           |
| 3e                              | Christopher Froome              | Royaume-Uni                     | Sky                             | 6 pts                           |
| 4e                              | Richie Porte                    | Australie                       | BMC Racing                      | 4 pts                           |
| 5e                              | Nathan Brown                    | États-Unis                      | Cannondale-Drapac               | 3 pts                           |
| 6e                              | Jan Bakelants                   | Belgique                        | AG2R La Mondiale                | 2 pts                           |
| 7e                              | Taylor Phinney                  | États-Unis                      | Cannondale-Drapac               | 2 pts                           |
| 8e                              | Nils Politt                     | Allemagne                       | Katusha-Alpecin                 | 2 pts                           |
| 9e                              | Romain Bardet                   | France                          | AG2R La Mondiale                | 2 pts                           |
| 10e                             | Lilian Calmejane                | France                          | Direct Énergie                  | 1 pt                            |
| modifier                        |                                 |                                 |                                 |                                 |

### Classement par équipes
| Classement par équipes | Classement par équipes | Classement par équipes | Classement par équipes |
|                        | Équipe                 | Pays                   | Temps                  |
| ---------------------- | ---------------------- | ---------------------- | ---------------------- |
| 1re                    | Sky                    | Royaume-Uni            | en 55 h 57 min 59 s    |
| 2e                     | BMC Racing             | États-Unis             | + 1 min 59 s           |
| 3e                     | AG2R La Mondiale       | France                 | + 3 min 21 s           |
| 4e                     | Cannondale-Drapac      | États-Unis             | + 3 min 35 s           |
| 5e                     | Orica-Scott            | Australie              | + 3 min 58 s           |
| 6e                     | Astana                 | Kazakhstan             | + 6 min 0 s            |
| 7e                     | Bora-Hansgrohe         | Allemagne              | + 6 min 55 s           |
| 8e                     | Movistar               | Espagne                | + 7 min 23 s           |
| 9e                     | Trek-Segafredo         | États-Unis             | + 8 min 48 s           |
| 10e                    | Fortuneo-Oscaro        | France                 | + 9 min 45 s           |
| modifier               |                        |                        |                        |

### Écarts entre les favoris
| Classement des favoris | Classement des favoris | Classement des favoris | Classement des favoris | Classement des favoris |
|                        | Coureur                | Pays                   | Équipe                 | Temps                  |
| ---------------------- | ---------------------- | ---------------------- | ---------------------- | ---------------------- |
| 1er                    | Christopher Froome     | Royaume-Uni            | Sky                    | en 18 h 38 min 59 s    |
| 2e                     | Fabio Aru              | Italie                 | Astana                 | + 14 s                 |
| 3e                     | Dan Martin             | Irlande                | Quick-Step Floors      | + 25 s                 |
| 4e                     | Richie Porte           | Australie              | BMC Racing             | + 39 s                 |
| 5e                     | Simon Yates            | Royaume-Uni            | Orica-Scott            | + 43 s                 |
| 6e                     | Romain Bardet          | France                 | AG2R La Mondiale       | + 47 s                 |
| 7e                     | Alberto Contador       | Espagne                | Trek-Segafredo         | + 52 s                 |
| 8e                     | Nairo Quintana         | Colombie               | Movistar               | + 54 s                 |
| 9e                     | Louis Meintjes         | Afrique du Sud         | UAE Emirates           | + 1 min 24 s           |
| 10e                    | Jakob Fuglsang         | Danemark               | Astana                 | + 1 min 33 s           |
| 11e                    | Esteban Chaves         | Colombie               | Orica-Scott            | + 2 min 44 s           |
| modifier               |                        |                        |                        |                        |

## Abandon
- 91 -  Mark Cavendish (Dimension Data) : Non partant